# Абди паша (косовски валия)
Абди паша (на турски: Abdi Paşa) е османски офицер и чиновник.

## Биография
От април 1877 до юли 1877 година е валия в Янина. От април 1882 до юли 1883 година е валия на Шкодра. От юли 1883 до октомври 1885 година е косовски валия в Скопие.